# Drtija
Drtija – wieś w Słowenii, w gminie Moravče. W 2018 roku liczyła 228 mieszkańców.